# Початок часів
Початок часів (англ. Year One) — американська кінокомедія 2009 року. Фільм пародіює основні біблійні події зі Старого Заповіту.

## Сюжет
Зет і Ох — два одноплемінника із селища мисливців і збирачів кам'яної доби. Одного разу Зет порушує заборону і зриває плід з дерева пізнання, за це його виганяють з племені. Вірний Ох йде з другом. Незабаром вони зустрічають двох дівчат зі свого племені, що потрапили в рабство. Зет і Ох прагнуть звільнити дівчат і завоювати їх любов, через що постійно потрапляють в неприємності. Під час своїх пригод герої зустрічають багатьох старозавітних персонажів і навіть потрапляють до Содому.

## В ролях
| Актор                 | Роль            |
| --------------------- | --------------- |
| Джек Блек             | Зед             |
| Майкл Сера            | Ох              |
| Олівія Вайлд          | принцеса Інанна |
| Девід Кросс           | Каїн            |
| Пол Радд              | Авель           |
| Габріель Сандей       | Сет             |
| Джун Діана Рафаель    | Майя            |
| Джуно Темпл           | Іма             |
| Крістофер Мінц-Плассе | Ісаак           |
| Генк Азарія           | Авраам          |
| Вінні Джонс           | Саргон          |
| Гарольд Реміс         | Адам            |
| Рода Гріффіс          | Єва             |
| Ксандер Берклі        | король          |